# إطباق متصالب

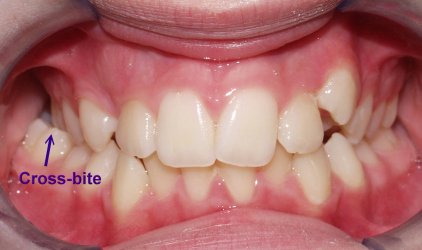
الإطباق المتصالب الخلفي أحادي الجانب

الإطباق المتصالب هو شكل من أشكال سوء الإطباق حيث السن (أو الأسنان) تكون أكثر قربا إما لباطن الخد أو للسان من السن المماثل له والمقابل له في قوس الأسنان العلوي أو السفلي. بكلمات أخرى، الإطباق المتصالب هو محاذاة خاطئة جانبية للأقواس السنية.

## المصطلحات والتصنيف
الإطباق المتصالب ممكن أن يتضمن سن واحد أو مجموعة من الأسنان. ممكن أن يصنف إلى أمامي أو خلفي وثنائي الجانب أو أحادي الجانب.
الاطباق المتصالب الأمامي يمكن أن يشار له بالبروز العكسي وهو مماثل للصنف الثالث من علاقات الهيكل العظمي (فقم: بروز الفكين).
الإطباق المتصالب الخلفي مرتبط مع الفك العلوي الضيق والقوس السني العلوي. الإطباق المتصالب الخلفي ممكن أن يكون أحادي الجانب أو ثنائي الجانب.
الإطباق المتصالب أحادي الجانب غالبا ما يحدد الإزاحة الجانبية لموقع الفك السفلي، والتي يمكن أن تصبح بنيوية إذا تركت دون علاج لوقت طويل خلال النمو، تؤدي إلي عدم تناظر هيكلي. هناك 3 أصناف من الإطباق المتصالب: الامامي البسيط، الأمامي الوظيفي، والأمامي الهيكلي.
الإطباق المتصالب الخلفي يعرف أيضا ب«المفصل العكسي».

## الأسباب
هناك العديد من الأسباب المؤدية لهذه الحالة، وإما أن تكون هيكيلية أو سنية في الطبيعة. إذا كانت الحالة هيكلية فتكون بسبب أن الفك العلوي صغير أو الفك السفلي كبير، أو كلاهما. يعني ممكن أن يعاني الشخص من صغر الفك العلوي الخلقي (مايكروغناثيا), والتي تتمثل فك علوي صغير وفك سفلي طبيعي. هذه الحالة دائما ما تؤدي للإطباق المتصالب الأمامي والخلفي معا عند الأطفال، أي الإطباق المتصالب الكامل.
الإطباق المتصالب يمكن أن يكون وراثي، لكن أحيانا يمكن أن تحدث بسبب النمو غير الطبيعي للأسنان أو الفكين.
فإذا كان السبب سني الطبيعة أي بسبب المحاذاة الخاطئة للسن، فعادة ما يكون السبب المساحة الصغيرة في الفك أو الاسنان المزدحمة. إذا كان الطفل عادة ما يتنفس من فمه، وحاول أن يتنفس كمية كبيرة من الهواء عبر فمه فهذا يؤدي إلى زيادة في فتحة الفكين، ثم يزداد طول الوجه، مؤديا إلى انحراف الإطباق نحو القاصي أي يتحرك للخلف.
هناك أسباب أخرى قد تتضمن مص الإبهام المستدام أو تهجم اللسان الحاد، مما يؤدي إلى تشوه في الحنك (سقف الحلق), فذلك يجعل الأسنان تنمو بطريقة متقوسة، مما يؤدي لحدوث الإطباق المتصالب.
يمكن أيضا للأسنان المزدحمة والفك المصاب بأسنان مفقودة أن يكون سبب في الإطباق المتصالب.

## الاثار
المشكلة لا تعد مشكلة تجميلية فقط، لأنه إذا لم يتم تصحيح الاطباق المتصالب، سيؤدي ذلك مع الوقت للنمو غير المتوازن للفكين، واحد من الفكين سوف ينمو دائما أطول من الفك الآخر، فتسوء الحالة، وسيصاحب ذلك العديد من المشاكل.
مفصل الفكين لن يؤدي وظيفته بالشكل الصحيح، مما سيخلق مشاكل في المضغ والبلع. ويمكن أيضا للممر الانفي ان يتأثر، منتجا مشاكل تنفسية متكررة.

## العلاج
يوجد العديد من طرق العلاج التي يمكن استخدامها لتصحيح الإطباق المتصالب: تقويم الأسنان، تقويم أسنان –رباعي حلزوني- يوضع للأسنان العلوية بحيث يتم تثبيته في الفم، تقويم أسنان قابل للإزالة، تقويم الأسنان الشفاف، قناع حماية الوجه- جهاز لمعالجة سوء الإطباق -. العلاج الصحيح يجب أن يحدده طبيب تقويم الأسنان بالاعتماد على نوع وشدة الإطباق المتصالب.
هذه الحالة لا تصحح ذاتيا، وعندما ينمو السن، المحاذاة لن تصحح نفسها، لذا لا ينصح بالانتظار والتأمل بأن الحالة ستعود طبيعية وستصحح نفسها. وفي الحقيقة كلما كانت معالجة الحالة أسرع كلما كان العلاج أسهل.
لكن إذا كان الإطباق في الأسنان اللبنبة فقط، يمكن أن تترك الحالة لوقت قصير، لكن إذا تطورت الأسنان الدائمة من الأفضل أن تتم معالجة الحالة بأسرع وقت، وذلك لأن الإطباق المتصالب يؤدي لكثير من المشاكل، منها صعوبة على الرعاية السنية، فيؤثر ذلك على الصحة الفمية للشخص، لذا يفضل تصحيح الحالة قبل حصول أي مضاعفات.